# Église Sainte-Mathilde de Puteaux
Sainte-Mathilde est une église du diocèse de Nanterre située 33 rue Lucien-Voilin à Puteaux.

## Description
Le clocher prévu à l'origine n'a jamais été construit. La façade est ornée d'une fresque.
Le portail en bronze est l'œuvre du ferronnier d'art Richard Georges Desvallières.

## Histoire
L'église Sainte-Mathilde est construite dans le cadre de l'Œuvre des Chantiers du Cardinal entre 1933 et 1934 pour compléter Notre-Dame-de-Pitié.
Son nom, Sainte Mathilde, a été choisi par un donateur qui a contribué à sa construction. 
Sainte-Mathilde, née vers 1080, est duchesse de Saxe, et élevée religieusement à l'Abbaye d'Erfurt. Elle se marie en 1131 avec Henri 1er, roi d'Angleterre puis empereur d'Allemagne. Mathilde rend visite aux malades et prie beaucoup. Elle soutient son mari pour christianiser l'empire germanique.
Après le décès de son mari, son fils, n'appréciant pas que Mathilde distribue des richesses aux pauvres et à l'Eglise, s'opposa à elle. Mathilde décida alors de renoncer à sa place royale pour s'installer dans un couvent de Saxe auprès des moniales bénédictines. Mais elle demandera à être enterrée aux côtés de son mari qui l'avait amoureusemnt soutenue durant sa vie.

## Pour approfondir